# Saeul
Saeul (Luxemburgs: Sëll) is een gemeente in het Luxemburgse Kanton Redange.
De gemeente heeft een totale oppervlakte van 14,86 km² en telde 627 inwoners op 1 januari 2007.

## Kernen
De gemeente omvat de volgende kernen:
- Calmus
- Ehner
- Kapweiler
- Saeul
- Schwebach

## Zie ook

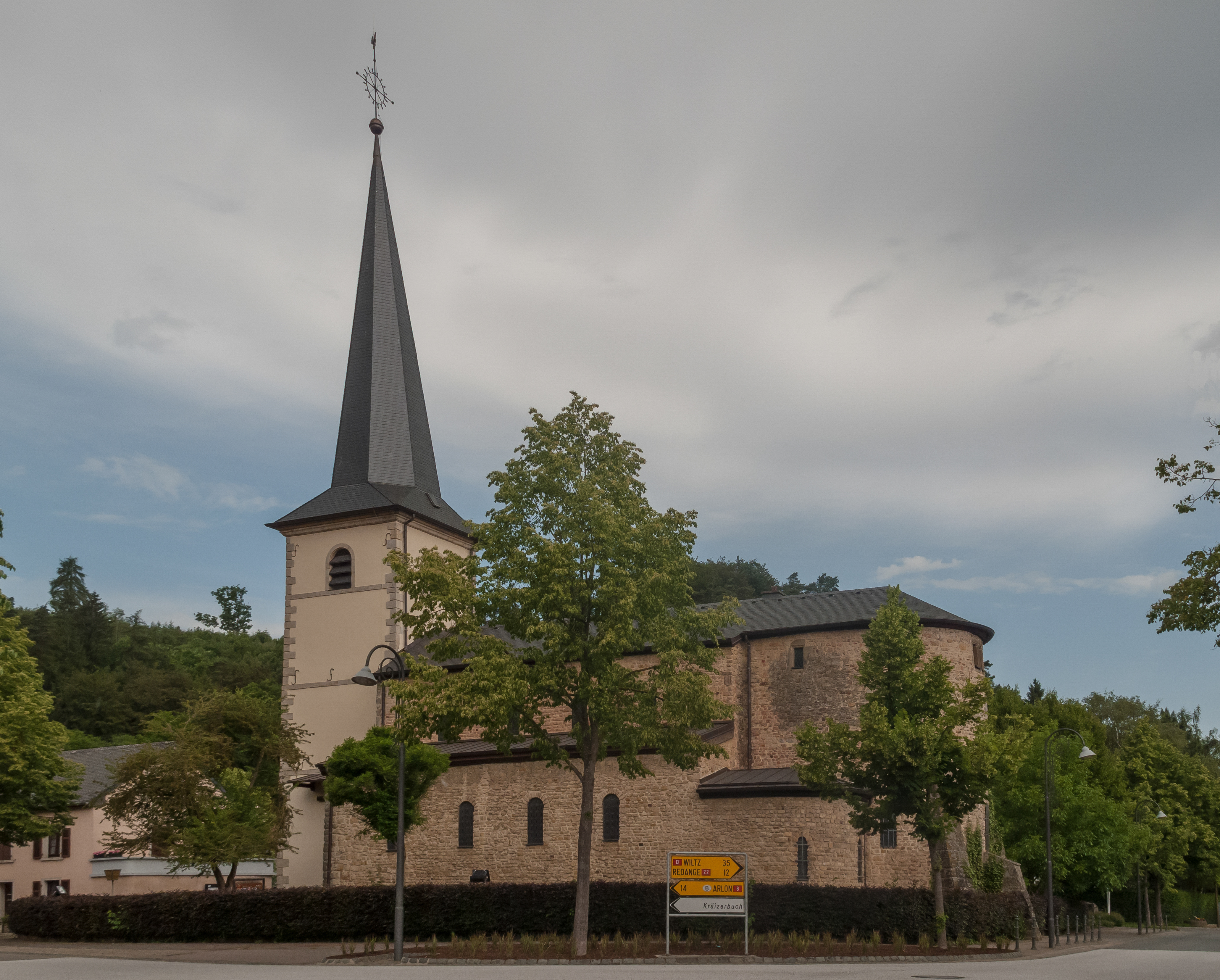
Kerk: l'église de l'Assomption de la Bienheureuse-Vierge-Marie

## Evolutie van het inwoneraantal
| Jaar                              | 2001 | 2002 | 2003 | 2004 | 2005 |
| --------------------------------- | ---- | ---- | ---- | ---- | ---- |
| Inwoneraantal                     | 460  | 468  | 493  | 514  | 535  |
| Opmerking: tellingen op 1 januari |      |      |      |      |      |